# Krystyna Doktorowicz
Krystyna Maria Doktorowicz z domu Błaszczak (ur. 23 lipca 1955 w Katowicach) – polska politolog, polityk, senator V kadencji.

## Życiorys
Absolwentka II Liceum Ogólnokształcącego im. Marii Konopnickiej w Katowicach. Ukończyła w 1978 studia na Wydziale Nauk Społecznych Uniwersytetu Śląskiego w Katowicach, po których podjęła pracę na Wydziale Radia i Telewizji tej uczelni. W 1985 obroniła doktorat w dziedzinie nauk politycznych, a w 2006 uzyskała stopień doktora habilitowanego. Specjalizuje się w problematyce mediów europejskich. W latach 1990–1991 przebywała na stypendium rządu brytyjskiego w Europejskim Instytucie Badań nad Mediami w Manchesterze. W 1996 została kierownikiem Zakładu Zarządzania Mediami Uniwersytetu Śląskiego, obejmowała również funkcję prodziekana i dziekana Wydziału Radia i Telewizji. Działaczka Stowarzyszenia Ordynacka.
W 1995 została przewodniczącą rady nadzorczej rozgłośni radiowej „Rezonans” w Sosnowcu, w latach 1999–2000 wchodziła w skład rady programowej ośrodka Telewizji Polskiej w Katowicach. Z ramienia Sojuszu Lewicy Demokratycznej w latach 2001–2005 pełniła mandat senatora V kadencji, reprezentując okręg katowicki. W 2005 nie ubiegała się o reelekcję, w przedterminowych wyborach parlamentarnych w 2007 bez powodzenia kandydowała do Senatu z ramienia koalicji Lewica i Demokraci. W wyborach samorządowych w 2014 kandydowała na prezydenta Katowic z ramienia komitetu „My z Katowic” (zajmując przedostatnie, 7. miejsce), a także na radną miasta, jednak jej komitet nie uzyskał mandatów.

## Odznaczenia
Odznaczona Srebrnym Krzyżem Zasługi (1997).